# Nuevo Paraíso, Palenque
Nuevo Paraíso är en ort i Mexiko.   Den ligger i kommunen Palenque och delstaten Chiapas, i den sydöstra delen av landet, 800 km öster om huvudstaden Mexico City. Nuevo Paraíso ligger 36 meter över havet och antalet invånare är 221.
Terrängen runt Nuevo Paraíso är platt åt nordost, men åt sydväst är den kuperad. Runt Nuevo Paraíso är det ganska glesbefolkat, med 34 invånare per kvadratkilometer. Närmaste större samhälle är Salto de Agua, 15,7 km väster om Nuevo Paraíso. Trakten runt Nuevo Paraíso består till största delen av jordbruksmark.